# Orthotomus ruficeps
Orthotomus ruficeps е вид птица от семейство Cisticolidae.

## Разпространение
Видът е разпространен в Бруней, Индонезия, Малайзия, Мианмар, Сингапур, Тайланд и Филипините.